# Scleria stenophylla
Scleria stenophylla är en halvgräsart som beskrevs av Earl Lemley Core. Scleria stenophylla ingår i släktet Scleria och familjen halvgräs.
Artens utbredningsområde är Colombia. Inga underarter finns listade i Catalogue of Life.